# Cyclura nubila
Cyclura nubila  — вид ящірок родини ігуанові (Iguanidae).

## Поширення
Вид поширений на острові Куба, Кайманових островах та невеликому острові Магуей, що знаходиться біля західного берега Пуерто-Рико.
На Кубі вид широко поширений по всьому острові, в основному в прибережних ксерофільних районах, але відносно безпечні популяції зустрічаються тільки на деяких острівцях вздовж північного і південного узбережжя і в ізольованих охоронюваних районах на острові. На Кайманових островах поширений підвид Cyclura nubila caymanensis, який зустрічається на двох островах — Кайман Брак (38 км²) і Малий Кайман (28,5 км²).
У середині 1960-х років невелика група кубинських ігуан була випущена на волю із зоопарку на острів Магуей, що знаходиться на північному заході від Пуерто-Рико. Вони утворили самостійну дику популяцію. Ця популяція є джерелом 90% кубинських ігуан, що виловлюються для приватних колекцій і була джерелом дослідження зв'язку тварин і еволюції, проведеного Емілією Мартінс, біологом з Університету Індіани.